# 2006 TM130
2006 TM130, também escrito como 2006 TM130, é um objeto transnetuniano que está localizado no Cinturão de Kuiper, uma região do Sistema Solar. Este corpo celeste é classificado como um cubewano. Ele possui uma magnitude absoluta de 7,9 e tem um diâmetro estimado com 116 km.

## Descoberta
2006 TM130 foi descoberto no dia 13 de outubro de 2006 pelos astrônomos P. A. Wiegert e A. Papadimos.

## Órbita
A órbita de 2006 TM130 tem uma excentricidade de 0,196 e possui um semieixo maior de 43,569 UA. O seu periélio leva o mesmo a uma distância de 35,016 UA em relação ao Sol e seu afélio a 52,122 UA.